# 内田優
内田 優（うちだ まさる、1950年11月29日 - 2021年12月20日）は、日本の実業家。東海テレビ放送元会長。愛知県津島市出身。

## 経歴・人物
1973年に早稲田大学第一文学部卒業。同年に中日新聞社に入社した。
1998年には東海テレビ放送に転職し、報道局次長兼報道部長、報道制作局次長、報道制作局長を経て、2005年に取締役へ昇任。2009年に常務取締役 報道スポーツ局長、2011年に専務取締役、2013年には社長を務め、2019年から会長に就任した。
その一方で、日本民間放送連盟副会長も務めた。
2021年12月20日20時34分、肺炎のため名古屋市内の病院で死去。71歳没。

## その他
女優の樹木希林と初めてお会いしてごあいさつをした際、樹木が内田の名前を見て（夫の内田裕也と似ているため）「嫌な名前ね」と言われたことを「東海テレビドキュメンタリー劇場」第66回菊地寛賞を受賞した際に内田が語った。